# 삼성 갤럭시 와이드4
삼성 갤럭시 와이드4(삼성 갤럭시 A20)는 삼성전자가 2019년에 출시한 보급형 스마트폰이다. 또한 삼성 갤럭시 와이드4는 삼성 갤럭시 와이드3의 뒤를 이른다. 그리고 삼성 갤럭시 와이드4는 액시노스 7884를 사용함으로써 와이드3보다 더 빠르다. 그러나 방수 방진은 지원하지 않고 A시리즈보다 좋지 않다. 출고가는 28만원대이다. 갤럭시 A30과의 CPU차이도 있고 갤럭시 A30은 액시노스 7904를 사용해서 와이드4보다 낫다는 점이 있다. 또한 화질이 갤럭시 A30이 더 우수하고 와이드4는 삼성페이를 지원하지 않는다는 것이다.

## 같이 보기
- 삼성 갤럭시 와이드2
- 삼성 갤럭시 와이드3
- 삼성 갤럭시 와이드5